# Peder Ribbing (1400-talet)
Peder Ribbing, levde 1402–1415, var en svensk väpnare i den svenska uradelsätten Ribbing.

## Biografi
År 1402 beseglade han ett köpebrev tillsammans med häradshövdingen i Mark Knut Ribbing, och en riddare Lindorm Ribbing. Lindorm Ribbing har ibland påståtts vara bror till Peder, men några belägg för detta finns inte. Hans Gillingstam anser det troligare att Lindorm var Peders son, då han trots att han var riddare nämns efter denne.
Det skulle kunna betyda att Peder Ribbing är identisk med de personer med namnet Per Ribbing som omtalas redan 1358. Då skulle han kunna vara identisk med den Petrus Aaselson dictus Rybbing om förekommer i en handfästning 1377.
Enligt 1600-talshistorikern Johan Peringskiöld var han son till Arvid Ribbing och Märta Ulfsdotter (Boberg). Den släktkopplingen anses idag som konstruerad.. Om han är identisk med den Petrus Aaselson Gillingstam föreslår är han istället möjligen son till en Ascerus Magni (Axel Magnusson) med en bror Sigvid som förde ätten Ribbings vapen.

### Familj
Ribbing var gift med Märta Bosdotter (Natt och Dag), dotter till riddaren Bo Stensson (Natt och Dag). De fick tillsammans barnen häradshövdingen Knut Ribbing.